# Pineapple Express
Der Pineapple Express, dt. „Ananas-Express“, auch Kona-Sturm, ist eine kräftige Höhenströmung (Jetstream) bzw. ein Atmosphärischer Fluss, der auf seinem Weg aus Richtung Hawaii zur Küste Kaliforniens feucht-warme Luft mit sich führt. Dabei treten an der Küste meistens heftige Regengüsse in Verbindung mit bis zu 4,50 m hohen Wellen auf.
Ursache dieser Extremereignisse ist ein so genanntes Polarwirbel-Splitting in der mittleren Troposphäre, was besonders gehäuft zwischen Oktober und April auftritt. Dabei strömen tropische Warmluftmassen aus Richtung Hawaii gegen polare bzw. arktische Luftmassen aus Kanada. Aufgrund des dann eintreffenden starken atmosphärischen Temperaturgradienten über der Westküste der USA wird die feucht-warme Luft angehoben, womit es zu heftigen Niederschlägen kommt. Spätestens wenn die Sturmfront gegen die hohen Bergketten der Rocky Mountains stößt, können sich Regenfälle von tropischen Ausmaßen entladen (siehe Steigungsregen). Unter Umständen macht dies dann die Hälfte der jährlichen Niederschlagsmengen in der Region aus.
So führte ein fast zweiwöchiges Ereignis im Januar 1995 zur Evakuierung von niedriggelegenen Vierteln in Long Beach und Santa Barbara. Zehntausende Haushalte blieben ohne Strom; unterspülte Straßen und Hausfundamente, sowie reißende Wassermassen, die alles mitnahmen, was sich ihnen in den Weg stellte, brachten einen Gesamtschaden von 500 Millionen US-Dollar ein.

## Atmosphärische Flüsse

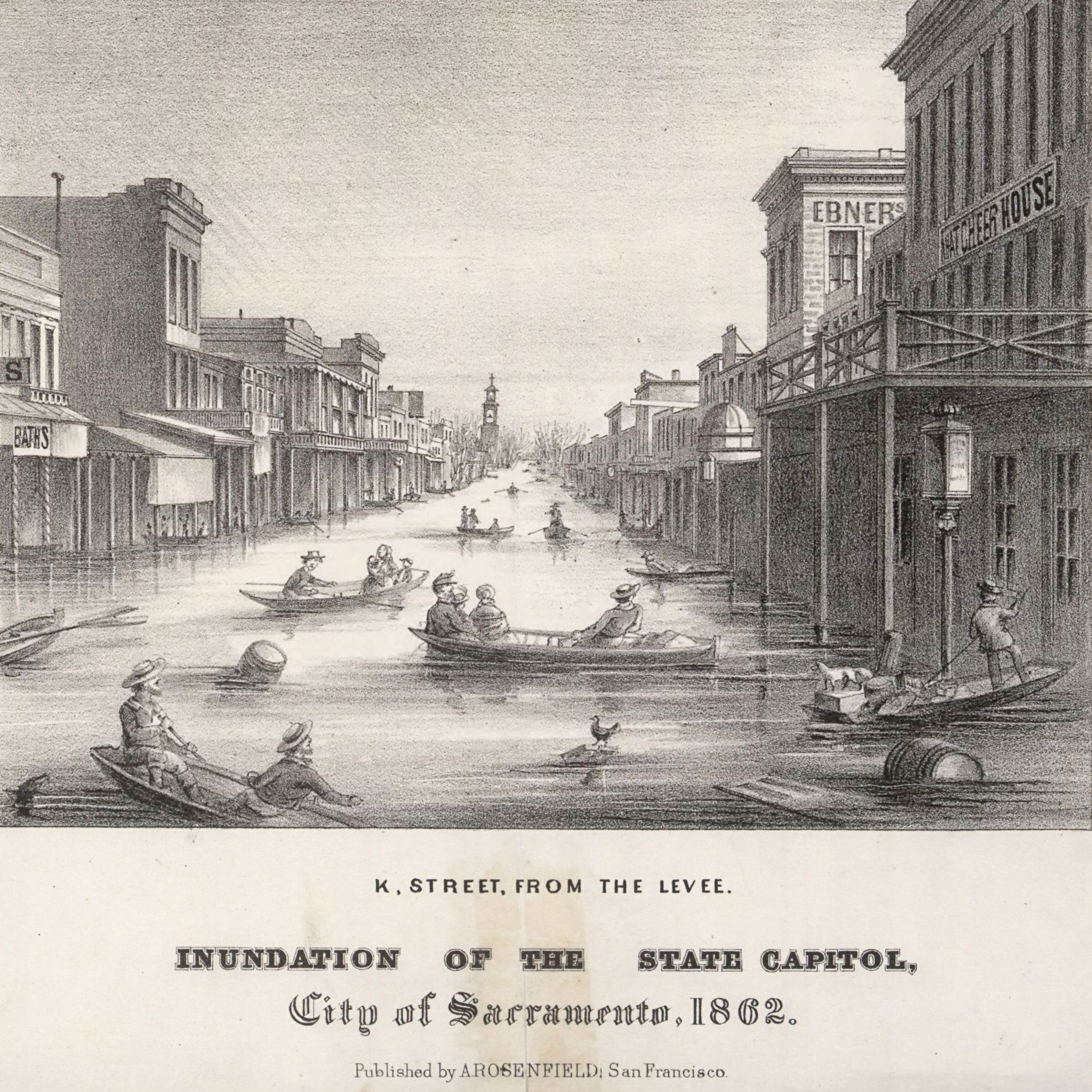
Lithografie der K-Street in Sacramento, Kalifornien während der Flut 1862

1998 entdeckten Yong Zhu und Reginald E. Newell vom Massachusetts Institute of Technology durch die Auswertung von Daten des Europäischen Zentrums für mittelfristige Wettervorhersagen in Reading sehr schmale Bänder mit äußerst hohem Feuchtigkeitsgehalt. Sie benannten das Phänomen atmosphärische Flüsse. Diese Entdeckung war die Grundlage für das Arkstorm-Szenario des United States Geological Survey, dem zwei Pineapple Express-Wetterlagen zugrunde liegen und die an die Große Flut von 1862 anknüpfen.